# بوهومیل نمچک
بوهومیل نمچک (انگلیسی: Bohumil Němeček؛ ۲ ژانویه ۱۹۳۸ – ۳ مه ۲۰۱۰) بوکسور اهل چکسلواکی بود.
وی در مسابقات کشوری و بین‌المللی در مجموع برندهٔ ۲ مدال طلا، ۱ مدال برنز شده‌است.